# 斯威斯瓦爾 (科羅拉多州)
斯威斯瓦爾（英語：Swissvale）是位於美國科羅拉多州弗里蒙特縣的一個非建制地區。該地的面積和人口皆未知。

## 地理
斯威斯瓦爾的座標為38°28′28″N 105°53′40″W / 38.47444°N 105.89444°W，而該地的平均海拔高度為1537米（即5043英尺）。